# 菲利普斯陨击坑
菲利普斯陨击坑（Philips）是火星南海区的一座撞击坑，其中心坐标位于南纬66.7度、西经45.1度处，直径190.2公里。该特征取名自英国地质学家约翰·菲利普斯（1800年-1874年）和英国天文学家西奥多·伊夫林·里斯·菲利普斯（1868年-1942年），1973年被国际天文联合会行星系统命名工作组批准接受。

## 描述
在该区域，人们经常可看到多边形。多边形图案地面在火星一些地区很常见，它通常被认为是由地下冰升华所引起，升华是固体冰直接转变为气体，类似地球上的干冰情况。图案地面形成于被称为纬度相关覆盖层的富冰尘埃沉积层。

## 图集
下面的放大图片显示了这些特征。

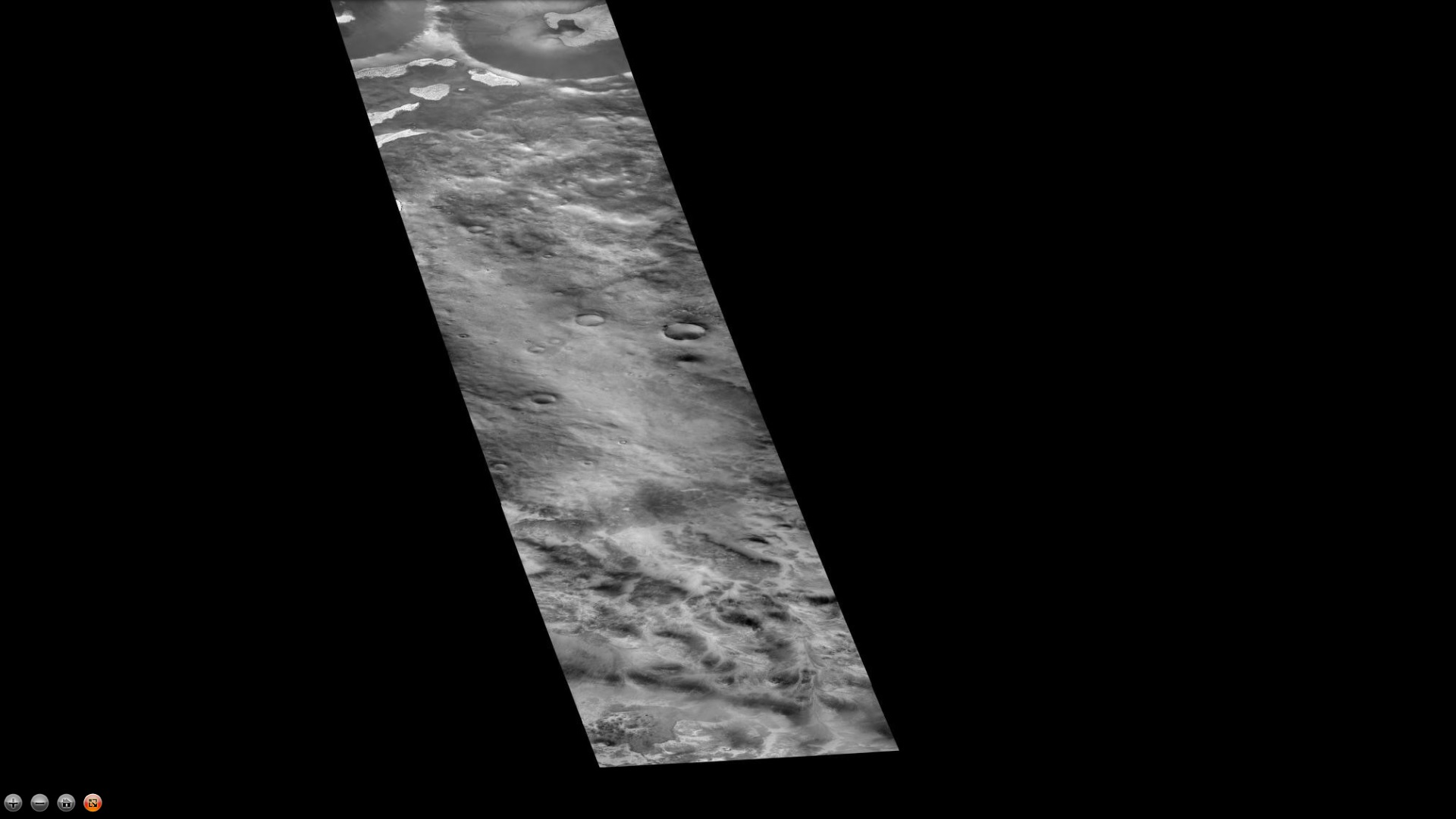
火星勘测轨道飞行器背景相机拍摄的菲利普斯陨击坑
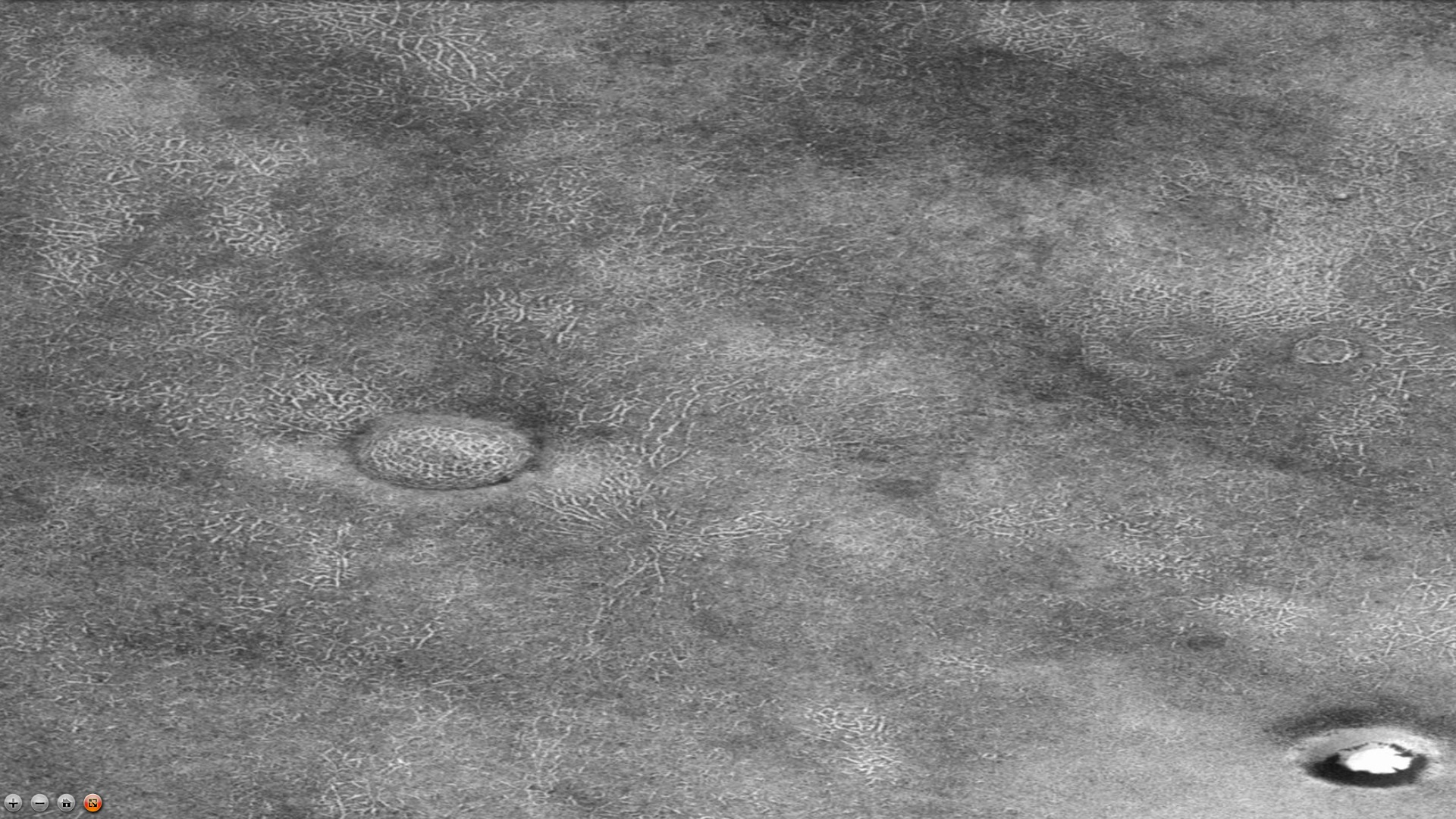
菲利普斯陨击坑显示多边形地块间的裂缝中有冰，请注意，这是前一幅背景相机所拍摄图像的放大。
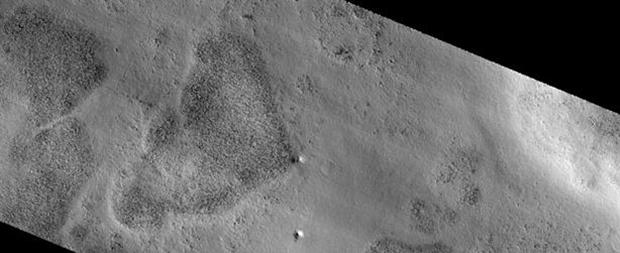
高分辨率成像科学设备显示的菲利普斯陨击坑区域。
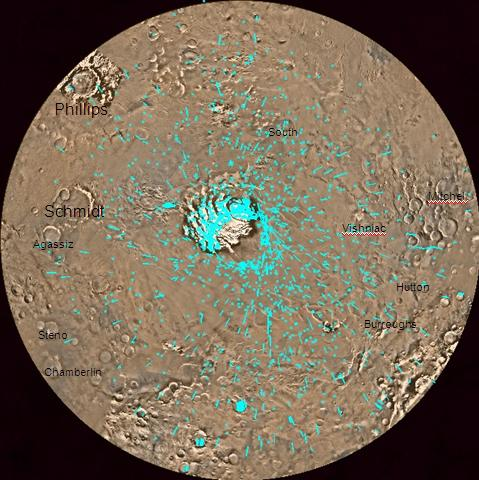
标注出主要特征的南海区地图。

## 另请查看
- 火星撞击坑